# 1236
Năm 1236 là một năm trong lịch Julius.